# Muzeum Bolesława Prusa w Nałęczowie
Muzeum Bolesława Prusa w Nałęczowie – muzeum biograficzno-literackie, oddział Muzeum Narodowego w Lublinie. 

## Historia
Od grudnia 2017 znajduje się w budynku dawnej Ochronki im. Adama Żeromskiego, przy ul. Stanisława Augusta Poniatowskiego 39 w Nałęczowie, której fundatorem był Stefan Żeromski. Wcześniej muzeum mieściło się w salach pałacu Małachowskich, w którym Bolesław Prus mieszkał podczas swoich pobytów w uzdrowisku w latach 1882–1910. Muzeum gromadzi pamiątki i materiały dokumentujące życie i twórczość pisarza, ze szczególnym uwzględnieniem jego związków z Nałęczowem i rodzinną ziemią lubelską. Inicjatorem zorganizowania w Nałęczowie muzeum Bolesława Prusa był Stefan Butryn oraz prof. dr Feliks Araszkiewicz, polonista z Katolickiego Uniwersytetu Lubelskiego, znawca życia i twórczości autora Lalki, bywalec Nałęczowa interesujący się jego historią. Współorganizatorem – a po śmierci Araszkiewicza – głównym opiekunem naukowym, przewodniczącym rady programowej muzeum został prof. dr hab. Stanisław Fita, znawca twórczości Prusa, wieloletni profesor Katolickiego Uniwersytetu Lubelskiego. Muzeum uzupełnia wiedzę o literackim Nałęczowie, propagując twórczość B. Prusa, przypomina jego związki z Lubelszczyzną i zasługi w popularyzowaniu działalności Zakładu Leczniczego.